# Oropher
Oropher (zemřel 3434 Druhého věku) je postava z děl J. R. R. Tolkiena. Pocházel z Doriathu a zřejmě byl Thingolovým vzdáleným příbuzným.[ujasnit] Oropher přežil jak válku Doriathu a Nogrodu, tak Druhé zabíjení elfů elfy. Po Válce hněvu se odebral za Modré hory.

## Oropher v druhém věku
Oropher a jeho družina dorazili do Temného hvozdu, kde žili Lesní elfové, smíšená populace Nandor a Avari. Zpočátku byl jejich hlavním městem Amon Lanc, ale později se přestěhovali na západní úbočí Temných hor. Oropher nerad viděl vstup Celeborna a Galadriel do Lothlórienu.

## Válka poslední aliance
Oropher se připojil k Poslednímu spojenectví, odmítl však pochodovat pod Gil-galadovým praporem, a byl považován za třetího vůdce Spojenectví. Oropher ve válce zemřel, stejně jako dvě třetiny jeho vojsk.

## Dědictví
Oropherovým dědicem byl jeho syn Thranduil. Ten se pak stal králem Temného hvozdu. Thranduil byl otcem Legolase, a jeho říše prosperovala dlouho po začátku Panování lidí.